# Lỗ Ngụy công
Lỗ Nguỵ công (chữ Hán: 魯魏公, trị vì 972 TCN-923 TCN), tên thật là Cơ Hi (姬晞) hay Cơ Phí (姬沸), là vị quân chủ thứ năm của nước Lỗ - chư hầu nhà Chu trong lịch sử Trung Quốc.
Cơ Phí là con trai thứ của Lỗ Dương công, vị vua thứ ba của nước Lỗ và là em Lỗ U công, vị vua thứ tư của nước Lỗ. Năm 973 TCN, Cơ Phí giết anh là U công đoạt ngôi, tức là Lỗ Nguỵ công.
Sử ký không ghi rõ những hành trạng của Lỗ Ngụy công và sự kiện xảy ra liên quan tới nước Lỗ trong thời gian ông trị vì.
Năm 923 TCN, Lỗ Nguỵ công qua đời, ông ở ngôi 50 năm. Con ông là Cơ Trạc nối ngôi, tức Lỗ Lệ công.